# Dmitrij Astrachan
Dmitrij Chananovič Astrachan (in russo Дмитрий Хананович Астрахан?; Leningrado, 17 marzo 1957) è un regista, produttore cinematografico e attore sovietico.

## Filmografia parziale

### Regista
- Izydi! (1991)
- Ty u menja odna (1993)
- Vsё budet chorošo! (1995)
- Kontrakt so smert'ju (1998)
- Perekrёstok (1998)
- Žёltyj karlik (2001)